# Aleksandra Kotarac
Pour les articles homonymes, voir Kotarac.
Aleksandra Kotarac est une joueuse serbe de volley-ball née le 12 octobre 1999. Elle joue au poste de libero.

## Palmarès

### Clubs
Supercoupe de Serbie:
- 2016[1]

Coupe de Serbie:
- 2017[2]

Championnat de Serbie:
- 2017, 2019